# Thunusuda
Thunusuda (łac. Dioecesis Thunusudensis) – stolica historycznej diecezji w Cesarstwie rzymskim, w prowincji Afryka Prokonsularna, sufragania metropolii Kartagina. Współcześnie w Tunezji. Obecnie katolickie biskupstwo tytularne. Od 2000 biskupstwo obejmuje José Luis Fletes Santana, biskup pomocniczy Meksyku w latach 2000-2003. 

## Biskupi
| Lp. | Biskup                   | Funkcja                               | Od                | Do                   |
| --- | ------------------------ | ------------------------------------- | ----------------- | -------------------- |
| 1.  | Mark Joseph Hurley       | Biskup pomocniczy San Francisco (USA) | 21 listopada 1967 | 19 listopada 1969    |
| 2.  | Teodoro Ubeda Gramage    | Biskup pomocniczy Ibizy (Hiszpania)   | 1 września 1970   | 13 kwietnia 1973     |
| 3.  | Concordio Maria Sarte    | Biskup pomocniczy Caceres (Filipiny)  | 25 kwietnia 1973  | 12 sierpnia 1980     |
| 4.  | John Onaiyekan           | Biskup pomocniczy Ilorin (Nigeria)    | 10 września 1982  | 20 października 1984 |
| 5.  | Germano Grachane CM      | Biskup pomocniczy Nampula (Mozambik)  | 22 stycznia 1990  | 11 października 1991 |
| 6.  | José Luis Fletes Santana | Biskup pomocniczy Meksyku (Meksyk)    | 29 stycznia 2000  |                      |